# Wayne Moore

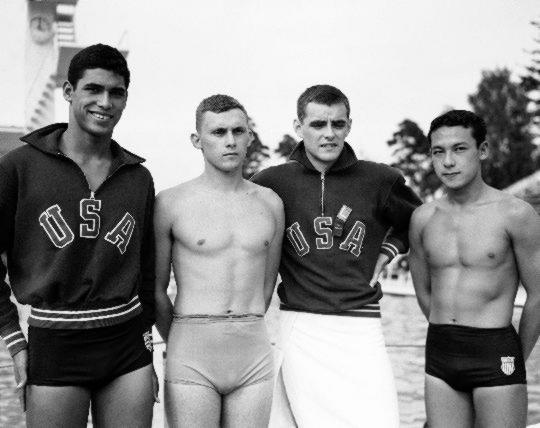
Olympische Freistilstaffel 1952 von links nach rechts: William Woolsey, Wayne Moore, James McLane, Ford Konno.

Wayne Richard Moore (* 30. November 1931 in Bridgeport, Connecticut; † 20. Februar 2015 in Trumbull, Connecticut) war ein Schwimmer aus den Vereinigten Staaten. Er war Staffelolympiasieger 1952 und ebenfalls mit der Staffel Sieger bei den Panamerikanischen Spielen.

## Karriere
Moore studierte Wirtschaft an der Yale University. Im Februar 1952 stellte die 4-mal-200-Meter-Freistilstaffel der Universität mit Moore als Startschwimmer und James McLane auf der zweiten Position mit 8:29,4 Minuten einen Weltrekord auf, der erst 1956 unterboten wurde.
Bei den Olympischen Spielen 1952 in Helsinki qualifizierte sich die US-Staffel mit der hinter den Japanern zweitbesten Zeit für das Finale, im Vorlauf schwamm unter anderem Donald Sheff, der im Februar zur Weltrekordstaffel gehört hatte. Im Staffelfinale traten vier Schwimmer an, die im Vorlauf nicht dabei gewesen waren. Wayne Moore, William Woolsey, Ford Konno und James McLane gewannen die Goldmedaille in 8:31,1 Minuten mit zwei Sekunden Vorsprung vor den Japanern. Am Tag nach dem Staffelfinale trat Moore im Endlauf über 400 Meter Freistil an und erreichte den sechsten Platz.
1953 graduierte Moore in Yale und wurde zum Koreakrieg eingezogen. 1955 bei den Panamerikanischen Spielen in Mexiko-Stadt gewann Moore über 400 Meter Freistil die Silbermedaille hinter James McLane. Beide waren Mitglieder der Freistilstaffel, die den Titel vor den Staffeln aus Argentinien und aus Kanada gewann.
Wayne Moore übernahm später den väterlichen Betrieb für Ingenieurleistungen in Bridgeport.